# Aliens Colonial Marines
Aliens: Colonial Marines és un videojoc de trets en primera persona desenvolupat per Gearbox Software i publicat per Sega per a Microsoft Windows, Xbox 360, PlayStation 3. El joc està basat en la popular saga cinematogràfica Alien, especialment en el segon lliurament: Aliens, el retorn. Va ser llançat 12 de febrer de 2013 per a Windows, PlayStation 3 i Xbox 360. El 5 d'abril de 2013 Sega va anunciar que la versió per a Wii U va ser cancel·lada.

## Jugabilitat
Aliens: Colonial Marines és un videojoc de trets en primera persona, el joc disposa de diversos tipus d'armes (escopetes, fusells, rifles d'assalt), les quals es poden equipar i alternar segons el jugador ho vulgui. A més de poder-se millorar aquestes armes amb mires, llançadors acoblats o simplement acabats personalitzats. Els jugadors també tenen companys controlats per la intel·ligència artificial del joc els quals proporcionen un cert avantatge al jugador, ja que són immortals i ens poden ajudar a matar tant els enemics humans com els xenomorfs. La campanya també té un mode cooperatiu de fins a 4 jugadors, els quals controlen 4 personatges diferents (encara que des de la perspectiva d'aquest jugador aquest continuarà usant winter). També té diferents desafiaments com ara matar un cert nombre d'enemics amb una arma específica, els quals donaran al jugador punts d'experiència a més de guanyar nous elements en els modes en línia.

## Multijugador
En el mode multijugador es podran usar tant als marines com als xenomorfs i en aquesta versió hi ha diverses modes de joc:
- Mode batalla: Mode de competició on els xenos i marines hauran de matar-se un a l'altre per obtenir la major quantitat de punts.
- Mode extermini: En aquest mode els marines hauran de ser ràpids destruint els ous de xenomorfs, mentre que els xenos òbviament hauran d'impedir-ho.
- Mode Escapament: Els primers han d'obrir-se pas a través d'un mapa vertiginós per escapar de l'atac dels xenomorfs, qui intentaran eliminar les seves preses tan ràpid com els resulti possible.
- Mode supervivència:En aquesta modalitat competitiva multijugador els marines parteixen amb un objectiu bàsic, sobreviure costi el que costi davant l'atac dels xenomorfs que es mostraran més letals que mai.

Els Xenomorfs seran una altra vegada jugables encara que a diferències de la jugabilitat del Xeno és que serà en i sortirà 3 espècies més 2 especials que són:
- Soldat:Té resistència i combats cos a cos. Té un mètode de transformació que es diu crusher
- Aguaitador:Té major agilitat i velocitat també tendeix a emboscades,i habilitat d'atac ràpid i pot immobilitzar al marine contra el sòl. Aquesta criatura en realitat és el xeno antagònic del Primer Alien.
- Spitter:Aquesta és summament nova i té l'habilitat d'escopir àcid a llarg abast i pot atacar al marine escopint àcid i té borses en el seu crani
- Rebentador: Xeno kamikaze l'atac principal del qual consisteix a explotar, banyant d'àcid a qualsevol marine proper.
- Triturador: Xeno de gran grandària el cap de la qual és resistent a tot tipus d'armes, a més de poder matar-te d'una sola envestida.

## Argument
El joc inicia amb una transmissió enviada des de la USS Sulaco poc abans del final de la cinta Aliens, mostrant a un ferit Cap Dwayne Hicks reportant que la seva unitat ha sofert grans baixes en LV-426, indicant que ell, dues humanes (Ellen Ripley i la nena Newt) i un sintètic danyat (Bishop) han estat els únics supervivents de la missió i que sol·liciten assistència. Disset setmanes després dels esdeveniments de la segona i tercera part de la saga Alien, la nau germana de la Sulaco, la USS Sephora, arriba a LV-426 per a auxiliar i rescatar als supervivents de la Sulaco (la qual està en òrbita de LV-426 malgrat haver estat vista per última vegada en òrbita de Fury 161), amb un grup de 300 marines a bord. Poc després que un equip d'avançada, Rhino 2-3, arriba a la Sulaco mitjançant un conducte umbilical entre ambdues naus, es troben en problemes, per la qual cosa l'oficial al comandament, el capità Cruz, desperta als últims marines que es trobaven en crio, entre els quals es troba el cap Christopher Winter (marine protagonista i el control del qual pren el jugador durant el joc), qui és enviat per Creu per auxiliar a l'equip d'avançada, no obstant això poc després d'entrar en l'umbilical, ocorre una descompressió explosiva que ho danya, segellant l'accés des del Sephora i donant-li solament 20 minutos a Winter abans que col·lapsi.
Ja en la Sulaco, Winter es troba amb el soldat O´Neal, qui tracta d'auxiliar als marines ferits, mentre Winter procedeix a buscar als altres soldats de Rhino 2-3, per a això ha de passar per l'hangar on es troba la nau de desembarcament usada per Ripley i companyia per escapar del planeta (on també estan les cames arrencades de Bishop), l'arsenal i el compartiment criogènic, on es veu que falten els criotubos dels supervivents de LV-426, per finalment arribar a enginyeria, i trobar senyals d'activitat alien, tant per la resina com pels seus companys marines pegats a la paret, i morts amb el pit rebentat, no obstant això, Winter troba viu al soldat Keyes, qui li demana que ho tregui, però ni bé tracta, el cap les hi té a veure amb un xeno lurker (l'alien original de la primera pel·lícula). Després d'eliminar-ho i alliberar al marine, Winter i Keyes reben ordres de Creu de tornar al Sephora, però Keyes no pretén deixar que els seus companys morin per gens, per la qual cosa desobeint al capità, ell i Winter s'obren pas fins a on està la gravadora de vol de la Sulaco, amb la qual es queda Keyes, i procedeixen a tornar a l'hangar de la nau, on s'enfronten a més xenomorfs i els derroten. Sembla que ser que ho han aconseguit, però ni bé aconsegueixen arribar a l'umbilical, Keyes s'immola amb una granada a causa d'un alien que surt del seu pit, destruint l'umbilical, perdent la gravadora de vol i gairebé matant als altres, no obstant això, Winter i O´Neal aconsegueixen sobreviure, i reben ordres de Creu de buidar l'hangar de càrrega per a un contingent de marines que ve en una nau de desembarcament en la qual es troben el mateix Cruz i Bishop (qui aquí si és un androide i està de part dels marines). Durant el trajecte cap enllà, Winter i O´Neal reben una transmissió de Bella, de Rhino 2-3, amb qui O´Neal va tenir alguna cosa, i qui sembla haver estat impregnada per una abrazacaras, i troben tecnologia de Weyland Yutani a bord de la nau, amb registres que tenen data de 17 setmanes enrere. Després de travessar el pou gravitatori de la nau, els dos marines aconsegueixen arribar a l'altre hangar, on han d'obrir una comporta perquè els reforços en la nau puguin entrar, la qual cosa aconsegueixen per un pèl al despresurizar la zona cap a l'espai, fent que la pilot, la tinent Reid, es queixi que Winter li hagi fet raspar la seva nau, no obstant això, aviat són atacats per tropes de Weyland Yutani, els qui pel que sembla tracten d'ocultar alguna cosa i han activat les armes de la Sulaco per atacar al Sephora amb la finalitat d'aconseguir-ho, donant pressa a Winter i O´Neal per a arribar al pont de la nau i desactivar-les.
En el seu trajecte, els marines no solament han d'enfrontar als mercenaris (els qui estan tan ben armats com ells), sinó també passar per una zona plena d'ous i abrazacaras, i és després d'això últim, que es reagrupen amb Bella, qui els ajuda en la lluita d'arribar al pont, acabant amb més mercenaris i fins i tot, havent de defensar-se de torretes col·locades a l'entrada del pont. Una vegada aquí, Winter desactiva les armes, però ja és tarda, el dany al reactor de la Sephora és crític i aquesta explota, per a horror dels altres, matant pràcticament als altres marines a bord, i causant greus danys a la Sulaco pels enderrocs, per la qual cosa ara és camí de tornada a l'hangar, i de pressa, ja que la Sulaco es troba en les últimes i els mercenaris volen usar la nau de desembarcament per escapar.
En el camí de retorn, Winter, O´Neal i Bella, combaten amb més mercenaris i aliens mentre la Sulaco es fa trossos, i malgrat les dificultats, els tres aconsegueixen arribar on està la nau, la qual es troba baix foc enemic, i per aconseguir sortir, cal activar dues càrregues explosives en l'escotilla i una vegada exploten, la nau amb tots els supervivents endins surt disparada cap a l'espai, però és copejada per un enderroc de la Sephora i fa que es precipiti cap a LV-426, caient prop de la colònia Hadley´s Hope.
Una vegada recuperats del xoc, Cruz dirigeix a Winter, O´Neal, Bella, Reid i Bishop cap al que queda del complex, no sense que abans Bishop li digui a Bella que ella correrà la mateixa sort que Keyes. Ja endins de la colònia, els supervivents de la Sephora arriben a operacions (on es veuen els senyals de la lluita d'Hicks i els altres contra els aliens) i Cruz ordena a Winter i O´Neal posar sensors per armar un perímetre, mentre que Bella i Reid van al que queda de l'antena per tractar de contactar als qui hagin sobreviscut de la Sephora, però ni bé ho fan, els xenomorfs els ataquen, i fins i tot es veuen obligats a posar aquí una de les armes sentinella (vistes en l'edició especial d'Aliens) per repel·lir als ens. Tal dit tal fet, Cruz mana als dos marines a portar de retorn a les dames, i tractar d'arribar a l'antena, per a això han de travessar el sistema de drenatge de la colònia, i molts més aliens que volen fer-los trossos. Una vegada arriben Winter i O´Neil a l'entrada dels embornals, es troben amb una nova classe de xenomorf, que es porta a Winter.
Després de despertar-se, el cap es troba en un capoll alien, però no ha estat parasitat, i aprofita que la resina encara no asseca per sortir d'aquí i escapar del nou alien, conegut com a raven, i contactar per radi a O´Neal, qui li diu que el rastrejador de moviment li ha caigut i pot usar el seu senyal per reagrupar-se amb ell, però Winter ha de passar per les zones d'aigües negres d'Hadley´s. En el trajecte, Winter descobreix com va ser la cruel destinació del soldat Hudson, i una altra varietat d'aliens, amb pústules i actitud kamikaze, als quals ha d'esquivar a causa que va perdre totes les seves armes, solament per trobar-se novament amb el raven, del que aconsegueix escapar pels pèls, gràcies a un ascensor. Una vegada a dalt, el cap es reuneix amb O´Neal i agarra armes i un sensor de moviment, per anar a auxiliar a Bella i Reid, i d'aquí dirigir-se a l'antena per contactar als supervivents. Ja llest, els marines avancen cap a una cotxera on han de combatre els xeno lurkers alhora que el raven tracta d'entrar, però malgrat haver-los derrotat, s'adonen que el raven s'ha portat a O´Neal, per la qual cosa Winter i Bella decideixen anar a buscar-ho, per a objecció de Reid, qui té una petita baralla amb Bella per això, no obstant això, els tres van a buscar al marine, esquivant al raven en dues ocasions, fins a reunir-se amb O´Neal, qui està viu i els ajuda a combatre el raven, però a causa que les bales no li danyen, Winter ha d'usar un power loader (o robot muntacàrregues) per acabar amb el monstre. Una vegada mort, Bella té una forta discussió amb Reid per no haver volgut anar per O´Neal, però est les separa, i els quatre tornen a operacions, on Cruz els informa d'una instal·lació de Weyland Yutani, d'on han de treure una llista de noms, Winter i O´Neil insisteixen a anar, ja que podria haver-hi una forma de salvar a Bella, cosa que Cruz considera suïcida però que autoritza, per la qual cosa els tres es van en un tractor, però abans d'arribar, han de procedir a peu a causa de la pols acumulada en els cilindres del vehicle i al fet que no poden avançar més per les roques. Ni bé segueixen, troben enderrocs de la Sephora i una nau de desembarcament de Wey-Yu de la qual han d'ocultar-se mentre avancen i lluiten amb més xenomorfs, i un altre tipus nou de criatura, el spitter, el qual pot escopir àcid a llargues distàncies, no obstant això, els marines les hi arreglen per sobreviure, i arribar a unes estructures que no semblen de la seva nau, sinó mòduls dissenyats per ser transportats i en els quals Wey-Yu realitzava les seves activitats. En entrar en les estructures, Winter i els altres descobreixen que Weyland Yutani ha tingut els seus problemes, ja que les estructures han sofert danys a causa de l'activitat sísmica del planeta, alhora que Winter troba un enregistrament en la qual s'esmenta alguna cosa anomenat origen, que per la descripció dona a entendre que és la nau abandonada de la primera pel·lícula, i arriben a una secció en millor estat, on troben la llista, però també descobreixen que la companyia té un marine d'ostatge. Després d'enviar-li la llista a Cruz, han d'anar-se ràpid a causa de la presència d'una nau de desembarcament de Wey-Yu, per endinsar-se més en el complex i tractar de salvar a Bella, no sense abans veure part de la nau abandonada.
En arribar per un muntacàrregues a la següent secció, Cruz els informa als soldats que el marine captiu és, per increïble que sembli, de la Sulaco, malgrat que tots els marines d'aquesta nau havien estat declarats morts en acció. Després d'esquivar torretes enemigues i veure com un altre tipus nou d'alien, el crusher, està sent sotmès per dos APC´s modificats de la Wey-Yu, els marines aconsegueixen arribar a un complex mèdic, O´Neal atrapa a un metge i insisteix a punta de pistola que li tregui al xeno a Bella, no obstant això, el doctor li diu que és impossible a causa que no solament es tracta de l'embrió, sinó també de la placenta, de la qual pren nutrients per desenvolupar-se i envaeix els òrgans del tòrax com un càncer, fent impossible extreure-ho. Sense més que fer, Winter deixa inconscient al metge i O´Neal no pot fer res més que veure com la criatura destrossa a la seva noia des d'endins, tot seguit, el soldat usa la bala que Bella s'havia reservat per a ella, i mata al xeno, per dirigir-se juntament amb Winter, a rescatar al marine capturat, com a última voluntat d'ella. Cruz els informa que al soldat l'hi van a portar en un blindat de la companyia, i que una forma de distreure als mercenaris, és apagant un mòdul energètic, que controla tota l'electricitat del complex i evita que els aliens captius escapin.
Després d'enfrontar més mercenaris i un APC de la companyia, Winter i O´Neal desactiven el mòdul energètic, deixant als mercenaris i altre personal de Wey-Yu a la mercè de les bestioles, i ja en ruta, els dos marines entren a un mòdul on tenen a una reina, la qual es deixa anar i mata als científics que l'observaven. En anar avançant, els dos marines han d'entrar a la nau abandonada de la primera pel·lícula, en la qual hi ha un lloc d'observació i més mercenaris als quals combatre. Una vegada havent sortit de la nau i combatut amb més enemics, Winter i O´Neal aconsegueixen rescatar al marine captiu, no obstant això, O´Neal sospita que Cruz ho sabia, i furiós, ell i Winter ho pugen a un APC i tornen a Hadley´s Hope, on es reagrupen amb Cruz i els altres i li exigeixen que els digui la veritat. Cruz admet que sabia d'això per endavant i que no podien salvar a Bella, però va decidir permetre'ls anar de totes maneres, per rescatar al soldat, al que ordena que li llevin la caputxa que porta. El marine capturat resulta ser ningú més ni ningú menys que el mateix cap Dwayne Hicks, qui no va morir en el xoc de l'EEV en Fury 161, sinó que va ser capturat per Michael Weyland (el Bishop que apareix prop del final d'Alien 3) i torturat per esbrinar el que ell sabia de les criatures, donant a entendre que era un altre el que estava en el seu criotub, i esmentant l'existència d'una nau hiperlumínica de la Wey-Yu, no obstant això, la plàstica s'interromp quan Reid informa a Creu del reporti d'un grup de marines supervivents que indiquen que un centenar de xenomorfs es dirigeix a Hadley´s Hope, per la qual cosa Cruz mana a Reid i a Hicks on tenen una nau de desembarcament mentre ell i els altres tracten de contenir-los.
Una vegada eliminada l'amenaça, Hicks els informa als supervivents de la Sephora que la companyia s'anirà aviat del planeta, per la qual cosa han de prendre aquesta nau o ningú podrà tornar a casa. Cruz organitza als marines que es van reagrupar, per prendre la nau, la qual cosa significa tornar de nou a les instal·lacions de la companyia. Una vegada que arriben, els marines han de combatre a més xenomorfs i mercenaris, i passar de nou compte per la nau abandonada (la qual s'ha convertit en un niu alien en poc temps després de tallar l'energia), per poder passar d'aquí, on tenen la nau, alhora que Winter neutralitza uns canons antiaeris perquè Reid pugui donar-los suport des d'a dalt sense tants problemes, gairebé al mateix temps que els soldats testifiquen, com una nau que bé podria ser la germana major de la nau de desembarcament, transporta el mòdul on està la reina, per portar-la-hi del planeta, però afortunadament, Reid aconsegueix derrocar-la, no obstant això, la reina aconsegueix escapar i els marines han d'enfrontar-la on han acudit a rescatar supervivents del xoc d'una altra nau de desembarcament. Per fortuna aconsegueixen sobreviure prou perquè Reid llanci dos míssils i la reina es replegui, "obrint-los" pas a la següent àrea, per on arriben on aquesta la nau, no obstant això ja és tarda per abordar-la perquè està desenganxant, per la qual cosa Cruz ordena que tots pugin a la nau de Reid, en la qual aconsegueixen el seu objectiu després de llançar altres dos míssils i entrar de pressa en el buit fet, estavellant-se en la nau.
Després del xoc, Winter i els altres aconsegueixen sortir de la nau de desembarcament, però han de deixar de moment a Cruz, que jeu malferit en la nau, i han d'afanyar-se a treure-'l abans de deixar l'atmosfera. No obstant això hi ha un altre problema, la reina alien ha aconseguit pujar a bord, i li toca a Winter acabar amb ella, per a això i amb ajuda per radi de Bishop, el marine carrega un mecanisme per llançar subministraments i poder expulsar a l'alien de la nau, aconseguint-ho a priori, no obstant això la criatura torna a entrar, però ara dirigeix la seva atenció a Cruz, qui decideix sacrificar-se per salvar al seu equip, en reactivar la nau de desembarcament, llançant a la reina cap al planeta, caient el també. Ja reagrupats els marines, procedeixen a capturar a Michael Weyland, a qui O´Neal vol matar pels marines morts i per Bella, malgrat les insistències dels altres que ho necessiten viu, fins i tot Bishop ha d'interposar-se entre O´Neal i Weyland a pesar que el primer està disposat a matar-ho també si és necessari, però aconsegueixen convèncer-ho, no obstant això, Hicks pren l'arma d'O´Neal i li dispara a Weyland, revelant que no és el veritable sinó un androide, i que anava a matar-los a tots, ja que és la seva funció. Afortunadament pels marines, Bishop els diu que pot extreure les dades del fals Weyland, en connectar al seu cervell els cables d'aquest últim.Mentre es veu la nau a l'espai, Winter li pregunta a Bishop si té alguna cosa per incriminar a la Wey-Yu, Bishop li diu que ho té tot.

## DLC Stasis Interrupted
La cambra i últim DLC, és una expansió de la campanya que mostra l'ocorregut entre Aliens i Alien 3, així com el que va portar als esdeveniments del joc.
L'expansió comença amb l'escena d'Alien 3, en la qual Ellen Ripley està per llançar-se al forn de la fosa en Fury 161 per evitar que Michael Weyland s'apoderi de la Reina Alien que porta dins, llavors l'escena canvia a una cambra on Weyland està interrogant a un home emmanillat anomenat Stone, sobre un missatge. Al no cooperar amb Weyland, Stone és assassinat per un dels seus mercenaris, i el primer ordena que se li llevi la borsa a un altre presoner emmanillat que resulta ser Hicks en la seva armadura de combat, a qui un dels científics de la companyia, Rick Levy, injecta una droga perquè cooperi, malgrat els advertiments d'aquest últim sobre la perillositat d'això, no obstant això, solament aconsegueixen que Hicks digui el seu número de sèrie. Weyland li informa a Hicks que Carter Burke (antagonista de la pel·lícula Aliens i responsable dels esdeveniments de la mateixa) va aconseguir enviar un missatge a la Wey-Yu, per la qual cosa Weyland va enviar la nau colonitzadora Legato, amb la finalitat de recol·lectar ous de la nau abandonada de la primera pel·lícula i usar als colons en hiperson com a hostes per a les criatures, a més d'enviar-la a interceptar a la Sulaco amb la finalitat de lligar caps, no obstant això, les coses es van sortir de control.
Durant la infestació en la Legato, una jove cridada Lisbeth Hutchins desperta amb una abraçacares adherida, no obstant això aconsegueix llevar-la-hi, però en això, veu com una colona és cremada visqui pels mercenaris de Weyland Yutani. Un conegut seu anomenada Ethan aconsegueix retirar-la del rang visual dels mercenaris i li diu que han de sortir de la nau, no obstant això Lisbeth viatjava amb els seus pares i vol trobar-los. Tristament Ethan ha estat parasitat per una abraça cares i Lisbeth veu com l'ens ho destrossa des d'endins. Tot seguit la noia procedeix a buscar als seus pares mentre esquiva als mercenaris i les torretes que han col·locat amb la finalitat de tractar de frenar la infestació Alien que s'ha deslligat en la nau, i després de passar per una zona de càrrega precisament amb més torretes i on dos mercenaris són massacrats pels ens, Lisbeth es troba amb un supervivent anomenat Andrews, que tracta de trobar a la seva núvia enmig de tot el que ocorre. Junts arriben fins a un terminal on l'home aconsegueix donar amb el parador de la seva núvia i dels pares de Lisbeth, per la qual cosa després de prendre un comunicador i un sensor de moviment, segueixen el seu camí, no obstant això en arribar als vestuaris es veuen bloquejats per una porta tancada, però no és el pitjor dels seus problemes, ja que es donen expliquen que un Alien s'apropa, per la qual cosa s'amaguen en els lockers, i encara que l'ésser ignora a Lisbeth (a causa de la larva Alien que porta dins), l'ésser acaba amb la vida d'Andrews, però l'Alien és ràpidament és abatut per un mercenari, el qual s'adona de Lisbeth dins d'un dels lockers, però abans que pugui fer gens, el mercenari és noquejat per un altre supervivent anomenat Stone, qui es troba amb un altre anomenat Turk (qui camina solament en bòxers i porta una bena al voltant del pit), unint-se'ls Lisbeth per obrir-se camí a través de la nau.
Durant el seu trajecte, els tres supervivents observen per les finestres a l'espai que la Legato s'ha unit via umbilical amb una nau Marine (la Sulaco), i finalment aconsegueixen arribar fins a on està l'accés a l'umbilical, no obstant això, hi ha dos mercenaris amb llançaflames custodiant-ho, per fortuna Lisbeth les hi arregla per esquivar-los i trencar dos envasos amb abraçacares dins, les quals ràpidament es peguen als mercenaris, permetent-los a Lisbeth i als altres prendre les armes d'aquests. Tal dit tal fet Stone tracta de convèncer a Lisbeth que vagi amb ells cap a la nau Marine, però Lisbeth segueix en la seva obstinació de trobar als seus pares, per la qual cosa Stone li demana mantenir contacto via radio, mentre ell i Turk van a la Sulaco. Des d'aquí i ara armada, Lisbeth les hi arregla per eliminar els xenomorfs que es posen en el seu camí (cal esmentar que en aquesta part s'aconsegueix a veure per una finestra com alguns xenomorfs aconsegueixen arribar a la Sulaco per fora de l'umbilical) i després de pujar unes quantes cobertes, trobar a més víctimes dels ens i eliminar dos aguaitadors, Lisbeth finalment arriba a la badia de cara on es troben els seus pares, tristament la seva mare té una abraçacares pegada i el seu pare ha estat abatut a tirs pels mercenaris. Omple de dolor i ira, Lisbeth li avisa a Stone pel comunicador de la mort dels seus pares, i sabent que ella té el temps curt per l'Alien que porta endins, li diu que es vagi, ja que farà volar la Legato, i tal dit tal fet, la noia es lleva el comunicador i s'obre pas fins a enginyeria, eliminant més xenomorfs i mercenaris en el camí, fins a finalment arribar al sistema de destrucció d'emergència (el qual és igual al de la nau Nostromo de la primera pel·lícula), i després de tirar de les palanques i acomodar les peces per desactivar el sistema de refredament, però en això, un grup d'Aliens es posen davant d'ella, just quan el que porta dins comença a obrir-se pas a través del seu pit, i la nau comença a autodestruir-se, matant a tots i tot a bord.
Novament el joc canvia a l'escena final d'Alien 3, just quan Ripley es llança al forn de la fosa, per novament canviar a la cambra on Weyland segueix interrogant a Hicks, i es lamenta per la pèrdua dels seus preuats espècimens, i comenta sobre els quals van aconseguir arribar a la Sulaco.
La següent part de la història comença amb Hicks, veient a Stone i Turk tractant de despertar-ho de l'hiperson per reclutar la seva ajuda, no obstant això el següent que veu el Marine a Ripley amb una abraçacares pegada, però en sortir de la seva criotub no pot fer gairebé gens, ja que els mercenaris de Wey Yu entren al compartiment criogènic, per la qual cosa els tres homes s'oculten, per poder emboscar als agressors, no obstant això, en el forcejament, l'arma d'un dels mercenaris frega a l'Alien subjectat a la cara de Ripley, causant que la seva sang àcida caigui al sòl, causant l'incendi en el compartiment criogènic a l'inici d'Alien 3 i la interrupció de l'estasis, a més de que Turk és ràpidament reduït per un dels mercenaris, qui aconsegueix ficar-ho al criotub d'Hicks, amb la finalitat de deixar caps lligats, paral·lelament Hicks i Stone aconsegueixen donar-los batalla als altres mercenaris, als quals derroten, en part gràcies a l'experticia de Stone. Tal dit tal fet, Hicks tracta de treure a Ripley del seu criotub alhora que Stone tracta el mateix amb Turk, però immediatament la computadora eyecta els criotubs a l'EEV, per a impotència d'Hicks, no obstant això no hi ha temps per a lamentacions, ja que ell i Stone han de sortir ràpid d'aquí, abans que vengen més mercenaris. Ja fos del compartiment criogènic, després de dir-li Stone a Hicks del que la companyia és capaç, aquest últim malgrat sofrir la pèrdua de Ripley, li informa d'un punt de control on poden armar-se apropiadament. Durant el trajecte a la següent coberta, Hicks li diu a Stone que es va comportar com tot un professional, al que Stone respon que abans va ser un Sergent dels Marines, i li pregunta si Ripley era algú especial.
Després d'eliminar més mercenaris, Hicks i l'exmarine arriben a l'armeria i s'armen amb rifles de pols. Després de revisar la consola propera, Hicks descobreix els mercenaris han bloquejat tots els sistemes de la nau, per la qual cosa quedar-se no és una opció, no obstant això, la llançadora d'enginyeria si, per la qual cosa Stone s'ofereix per anar a carregar-la, mentre Hicks es queda a revisar alguna cosa. Ja en el trajecte i degudament armat, Stone ha d'enfrontar-se als grups de mercenaris i hordes de xenomorfs, alhora que Hicks li informa que va aconseguir recuperar la seva reporti final abans d'entrar en hiperson (és a dir, el missatge pel qual pregunta Weyland), a més d'informar-li que l'EEV va arribar fins a Fury 161, la presó d'Alien 3, però just quan l'ex marine està per arribar a l'àrea de recreació, paral·lelament es dona l'escena quan Lisbeth troba als seus pares i li informa a Stone que farà volar la nau, cosa que l'ex marine informa a Hicks, qui li diu que es reagrupi amb ell per volar l'umbilical abans que la noia destrueixi la Legato, portant-se el creuer militar amb ella. Després d'eliminar més xenomorfs i grups de mercenaris, Stone aconsegueix reunir-se amb Hicks, qui li indica que vagi a la torreta mentre li marca els blancs, i després d'uns tres tirs ben donats, ambdues naus queden separades, just quan la Legato vola en trossos. Des d'aquí, tots dos es dirigeixen fins a enginyeria, eliminant hordes d'Aliens en el procés, fins a finalment arribar on està la llançadora, però falta preparar allistar unes coses abans de poder usar-la, una d'aquestes és alliberar els sostenidors i carregar combustible, però per aconseguir-ho han d'enfrontar-se a més ens i mercenaris. Una vegada eliminats els enemics, Hicks i Stone aconsegueixen arribar a la consola que necessiten activar per poder usar la llançadora, i ja en camí, els dos supervivents es dirigeixen a Fury 161, amb l'esperança de salvar a Ripley i usar l'antena per enviar el missatge. Quan la llançadora arriba a Fury 161, Weyland i els seus mercenaris ja han arribat per tractar d'apoderar-se de la Reina Alien, però Ripley l'hi impedeix, en llançar-se al forn, per a horror d'Hicks, qui solament pot veure com la seva amiga fa el màxim sacrifici, no obstant això, els mercenaris aprofiten el dolor del marine per capturar-los a ell i a Stone.
Novament l'escena canvia a la cambra on Weyland interroga a Hicks i jeu mort Stone, el primer acusa a Ripley d'haver actuat de forma egoista, que els seus espècimens es van perdre per culpa d'una noia histèrica, i afirma que els colons pels quals Hicks tant es preocupa no són gens, i que tant ells com el personal al seu càrrec són prescindibles, sempre que això contribueixi a estudiar als Aliens, i que no vindrà ajuda alguna, ja que tots creuen que la Sulaco va explotar en l'òrbita de Fury 161, no obstant això, Levy té una arrencada de sentit comú i pren un rifle de polsos amb el qual obliga al mercenari a deixar anar a Hicks, per així escapar, al que Weyland replica que no podran escapar, però Hicks li mostra el dispositiu en el qual porta el missatge, per tot seguit tancar la porta de la cambra i trencar el pany.
En buscar una sortida, Hicks i Levy han d'enfrontar-se a grups de mercenaris fortament armats, mentre Levy li informa sobre com sortir de la nau. En aquest inter, Hicks observa pel finestral de l'ascensor que prenen, que estan de tornada en LV-426, alhora que Levy li informa que Weyland està portant mòduls prefabricats per establir un complex al voltant de la nau abandonada, així com d'una estació repetidora des d'on Hicks pot enviar el seu missatge, i després d'arribar al pis d'a baix i eliminar més mercenaris, els dos homes arriben fins a l'accés dels EEV, i aconsegueixen entrar a un i sortir de la nau gràcies a la perícia de Levy. Ja en la superfície, Hicks i Levy s'obren pas per les formacions rocoses i una plataforma d'aterratge improvisada, i abaten més mercenaris, i com no, més Aliens, i d'aquí procedeixen a unes coves on ha d'enfrontar-se als letals salivadors, per novament arribar al perímetre exterior del complex i enfrontar més mercenaris, i haver de versi-les amb un dels APC de la Wey Yu, no obstant això aconsegueixen esquivar-ho i arribar a l'accés a unes coves que la companyia intentava usar per poder portar subministraments. Una vegada dins, tots dos homes troben una carnisseria, cortesia dels ens, però l'àrea està més il·luminada.
En anar avançant pel túnel, Hicks i Levy es veuen forçats a entrar en altres cavernes a causa d'una ensulsiada, però en entrar descobreixen que no són formacions naturals, en haver de barallar amb més Aliens, alhora que s'endinsen al niu que han creat aquí, i després d'endinsar-se més, tots dos homes tenen una trobada propera amb la Reina, a la qual aconsegueixen esquivar pels pèls després d'un intent fallit d'acabar amb ella i eliminar molts dels seus súbdits, per finalment arribar a una porta que els portarà a la sortida, no sense abans haver de versi-les amb un triturador. Després de derrotar a l'Alien, tots dos homes es dirigeixen a la sortida, però ni bé s'obre la porta, un cos de mercenaris amb suport d'APCs jeu esperant-los, irònicament, un altre triturador i una horda d'ens se'ls eliminen, ajudant-los al marine i al científic, els qui després d'avançar més i eliminar més ens i mercenaris, aconsegueixen arribar a la plataforma on Winter i O'Neal troben a la reina més endavant, i després d'activar al seqüència d'elevació d'aquesta, Hicks i Levy aconsegueixen entrar al mòdul de la reina, però en avançar més, es troben algunes zones que estan plenes de gas tòxic, no obstant això Levy disposa d'una màscara antigas i sap com activar el sistema de ventilació, per la qual cosa entra al quart annex, per activar les ventiles i poder avançar. No obstant això, en arribar al corredor que els traurà del mòdul per arribar a l'antena, descobreixen una porta travada, i per obrir-la Levy ha de repetir la maniobra i tornar a entrar a una zona plena de gas, per poder arribar a l'altre costat de la comporta i desactivar-la, però aquesta part no està exempta de perills, ja que Levy ha d'enfrontar-se a més xenomorfs, alhora que destrueix els espècimens emmagatzemats aquí, però para més injúria, el marine i el científic es troben amb una porta tancada que solament es pot obrir activant la ventilació per treure el gas tòxic i desbloquejar la porta, per la qual cosa Levy ha de repetir l'operació una última vegada, a més d'enfrontar més xenomorfs i destruir més espècimens.
Tal dit tal fet, el duo finalment arriba al seu objectiu, no obstant això, abans de poder manar el missatge Hicks ha de descodificar-lo, però no és l'únic problema, ja que una horda d'ens es dirigeix cap a on estan, afortunadament, el nivell en el qual estan compta amb una caixa de municions i torretes solament esperant a ser col·locades, les quals usa Levy per armar un perímetre mentre Hicks descodifica el missatge i el primer manté a ratlla als ens. Ja descodificat el missatge, Hicks i Levy pugen fins a la cambra de control de l'antena, però tant en el camí com en arribar, han d'enfrontar-se a les hordes de xenomorfs que els trepitgen els talons. Mentre Levy posa l'antena en posició, Weyland intenta "raonar" amb ell per la ràdio, no obstant això és ignorat mentre l'antena queda en posició i Hicks fica el missatge, ja solament deixant l'haver d'enviar-ho, la qual cosa Levy fa mentre Hicks manté als Aliens a ratlla i Weyland li diu que d'enviar el missatge, perdran el control, al que el científic respon que ningú mai tindrà el control, per la qual cosa Weyland ordena que es bombardegi l'antena, no obstant això la major part del missatge ha estat enviat.
Mentre Hicks i Levy lluiten contra els xenomorfs, un cos de mercenaris també els enfronta, alhora que un altre grup ha capturat a la Reina, i el missatge és rebut per la els marines. En resposta, un marine d'alt rang entra en una barraca i desperta als marines dins, informant-los de la trucada d'auxili d'Hicks i ordenant-los que prenguin el seu equip, entre aquests marines està el cap Winter.

## Personatges
- Cap Christopher Winter: Personatge principal del joc i el control del qual pren el jugador des del principi del joc. Gens més començar, el Capità Cruz l'envia a auxiliar als marines de Rhino 2-3 i ni bé entra per l'umbilical que connecta a la Sephora amb la Sulaco, veu que comencen els problemes. Al llarg del joc fa equip amb altres marines com O'Neal i Bella, i aconsegueix sobreviure a les hordes de xenomorfs i mercenaris de Weyland-Yutani des que cau la Sulaco, fins a passar per les ruïnes de Hadley's Hope, les instal·lacions de Wey-Yu i la nau abandonada, fins a ser un dels últims supervivents que aconsegueixen arribar a la nau supra lumínica, i al final del joc.
- Soldat Ras Peter O'Neal: És un dels marines que usen com a arma la llegendària Smartgun. És un dels primers marines que es troba Winter en abordar la Sulaco i amb qui fa equip la major part del joc i sobreviu fins a arribar a la nau super-lumínica i al final del joc. Sembla que va ser company sentimental de la soldat ras Bella, i és qui més lamenta la seva mort després que un Alien li rebenta el tòrax, malgrat els seus intents per salvar-la.
- Soldat Ras Bella Clarison: És integrant de l'equip de marines Rhino 2-3 i una dels primers marines a tenir una trobada propera amb una abraçacares. Winter i O'Neal es reuneixen amb ella després que els reforços de la Sephora arriben a la Sulaco i els ataquessin les tropes de Wey-Yu. Sobreviu juntament amb Winter i els altres fins a arribar a les instal·lacions de la companyia quan els seus companys tracten de salvar-la del xenomorf que porta endins, desafortunadament això no resulta possible a causa de la placenta creada per l'embrió Alien i mor quan la criatura surt del seu pit. Tot seguit, O'Neal usa la bala que Bella havia guardat per a si mateixa contra l'ens.
- Capità Jeremy Cruz: És l'oficial al comandament de la tripulació de la Sephora, i qui envia a Winter a auxiliar a Rhino 2-3. Aborda la Sulaco juntament amb Bishop i un contingent de marines per ajudar a Winter i O'Neal. Després de xocar en LV-426, és qui s'encarrega de reunir els supervivents de la seva nau després que aquesta explotés. Sobreviu durant tot el joc fins a arribar a la nau supra lumínica, no obstant això queda atrapat en la cabina de la nau de desembarcament després del xoc d'aquesta, i al final se sacrifica activant els motors d'aquesta per expulsar a la Reina Alien de l'àrea de càrrega i així salvar al seu equip, no sense abans demanar-los que tornarien pels ressagats. A diferència del Tte. Gorman de la pel·lícula original, Cruz té experiència en combat i sap organitzar a la seva gent enfront de les hordes de xenomorfs.
- Tinent Reid: És la pilot de la nau de desembarcament usada pels protagonistes per escapar de la Sulaco abans de la seva destrucció. Sobreviu juntament amb Winter i els altres fins a arribar a la nau supra lumínica i al final del joc. A diferència de la seva contrapart en la cinta ?Aliens?, Reid entra en combat, fent equip amb Winter, O'Neal i Bella durant el nivell "El Corb".
- Bishop: No es tracta del mateix Bishop que en la pel·lícula, sinó un altre androide del mateix model, i igual que el seu homònim, és lleial als seus companys humans. Durant el joc s'encarrega d'ajudar per radi a Winter i als altres, i sobreviu fins a arribar a la nau super-lumínica i al final del joc, a més de tornar-se clau en obtenir el que els supervivents del Sephora necessiten per posar fi a Weyland-Yutani, després de connectar el seu cervell al de l'androide Weyland. A diferència de la seva contrapart de la Sulaco, Bishop no resulta danyat o mutilat, però si es veu que té alguns raspones.
- Cap Dwayne Hicks: Malgrat el vist en Alien 3, Hicks no va morir en el xoc de l'EEV, sinó que va ser capturat pels mercenaris de Michael Weyland, els qui van abordar la Sulaco en arribar està a l'òrbita de Fury 161 després de ser aconseguits per la Legato, amb la finalitat d'obtenir informació dels xenomorfs, usant formes químiques de tortura. És rescatat per Winter i O'Neal de les instal·lacions de Weyland-Yutani i és qui els informa de la partida de la nau supra lumínica. Sobreviu juntament amb Winter i els altres fins a arribar a la nau abans que deixi LV-426, i és qui els mostra que el Michael Weyland que ho va tenir presoner és en realitat un androide, en prendre l'arma d'O'Neal i dispara-li en el cap.
- Keyes: Membre de Rhino 2-3 i un dels primers marines que Winter troba en un capoll en el niu a bord de la Sulaco i a qui allibera d'aquí. És qui insisteix a recuperar la gravadora de vol de la Sulaco, missió que aconsegueix amb ajuda de Winter, no obstant això en arribar a l'umbilical, un Alien surt del seu pit, fent de Keyes s'immoli activant una granada, perdent-se la gravadora de vol i gairebé halant a Winter a l'espai en destruir l'umbilical.
- Michael Weyland: Antagonista del joc. Després que els seus mercenaris aborden la Sulaco després d'enviar la Legato a interceptar-la per no deixar caps per lligar i aquests capturen a Hicks, s'encarrega de dirigir l'interrogatori d'aquest amb tal d'esbrinar el que sap dels Aliens, per a això té l'ajuda de Richard Levy, expert en armes de la companyia, a més de dirigir les operacions d'aquesta en LV-426 amb la finalitat d'estudiar als xenomorfs. Cap al final del joc és acorralat per Winter i companyia. Mor quan Hicks pren la mà d'O'Neal amb tot i arma i li dispara en el cap, com a venjança per les 17 setmanes que va ser torturat per ell i els seus mercenaris.
- Lisbeth Hotchins: Civil a bord de la nau Legato ques es desperta amb una abraçacares enganxada i el control de la qual pren el jugador durant el primer nivell del dlc Stasis Interrupted. Durant la seva part de la història ella tracta de trobar als seus pares, fent equip amb altres supervivents com Andrews, Stone i Turk, abans de separar-se d'aquests últims per anar a la recerca dels seus pares, als qui tristament troba morts, per la qual cosa envaïda per la pena i la ira, fa el seu camí a enginyeria i destrueix la nau, just quan un Alien brolla del seu pit.
- Ethan: Civil a bord de la nau Legato i conegut de Lisbeth. Poc després que aquest posa a Lisbeth al corrent a l'inicial el primer nivell del dlc, un Alien rebenta el seu tórax causant-li la mort.
- Andrews: Civil a bord de la nau Legato que tracta de trobar a la seva núvia i amb Lisbeth fa equip per un breu període a causa que mor en les arpes d'un Alien quan tots dos supervivents tractaven d'ocultar-se de l'ens.
- Stone: exmarine a bord de la nau Legato, el control de la qual pren el jugador durant el segon nivell del dlc, i qui salva a Lisbeth d'un empleat de Wey Yu i amb qui ella fa equip per tractar de trobar als seus pares fins que se separen en arribar a l'umbilical quan aquest i el seu company Turk es dirigeixen a la Sulaco a la recerca d'ajuda. L'i Turk són els qui desperten a Hicks de l'hiperson, sent el primer qui ajuda a Hicks a sortir de la nau una vegada l'han pres els mercenaris, per poder arribar a Fury 161, on són capturats per la companyia. Mor quan per ordres de Michael Weyland, un mercenari li dispara en el cap en negar-se l'ex marine a revelar on està el dispositiu amb el reporti d'Hicks.
- Turk: Civil a bord de la Legato que acompanya a Stone fins a la Sulaco, ajudant-lo a treure a Hicks de l'hiperson, just quan els mercenaris de la companyia entren al compartiment criogènic, sent Turk superat per un mercenari i ficat per aquest en el tub d'Hicks, revelant-se que va ser el qui tristament mor a l'inici d'Alien 3, en estavellar-se l'EEV en Fury 161.
- Richard Levy: Científic sota les ordres de Michael Weyland qui s'encarrega d'ajudar a aquest últim a torturar a Hicks per treure-li informació i el control de la qual pren el jugador durant els últims dos nivells de l'expansió de la campanya. Quan veu que el seu cap està fregant la bogeria amb tal d'estudiar als Aliens, Levy s'arma de valor per prendre una arma i alliberar al Marine, a qui ajuda a arribar a l'antena del complex que ha establert Wey Yu al voltant de la nau abandonada, per poder enviar el missatge que es veu al principi de la campanya principal. La seva destinació és desconeguda.

## Desenvolupament
Un joc anterior titulat Aliens: Colonial Marines es va desenvolupar amb "Check Six Games" i anava a ser publicat per Fox Interactive i Electronic Arts per la PlayStation 2 el 2001, però va ser cancel·lat abans del seu llançament. Un tradicional shooter en primera persona, comparteix la mateixa matèria i l'establiment com el joc que la Gearbox desenvolupava. La seva història s'anava a establir entre els esdeveniments d'Aliens i Alien 3, en relació amb un equip de rescat dels colonials marines a la recerca de la Sulaco. Malgrat les similituds en la jugabilitat i la història, Gearbox ha afirmat que el seu joc no té relació amb aquesta primera versió.
L'11 de desembre de 2006, Sega va anunciar que havia comprat els drets electrònics a la saga Alien de la 20th Century Fox. El 15 de desembre, Gearbox Software i Sega van anunciar que estaven treballant en un joc completament nou basat en la franquícia. Al febrer de 2008 el títol del joc va ser anunciat oficialment com Aliens:. Colonial Marines, i es va presentar com el tema de portada de la revista Game Informer.
L'equip de desenvolupament va fer grans esforços per tornar a crear els vehicles i escenaris de les pel·lícules a través de dissenys originals per recrear l'exterior i l'interior de la Sulaco i LV 426. L'artista conceptual Syd Pixen, que havia treballat en Aliens, va ser contractat per al disseny de les àrees de la Sulaco que no apareixen en la pel·lícula, sinó que s'utilitzen en el joc.
Un article Shacknews data 21 de novembre de 2008, va informar que els Aliens: Colonial Marines jugo s'havia retardat, suposadament a causa dels acomiadaments en Gearbox Software. No obstant això, Gearbox Randy Pitchford president va insistir que el desenvolupament en el joc continua.
Segons un article de Kotaku, Sega va dir que el seu nou joc Aliens vs Predator seria llançat a principis de 2010 conformant la primera sèrie de jocs d'Aliens a ser publicat, la qual cosa significa que Aliens:Colonial Marines serà en algun moment després.
En el 2010 Penny Arcade Expo (PAX), Gearbox va mostrar cinc noves captures de pantalla i va declarar que el joc segueix sent una prioritat per a ells. A principis de juny de 2011, Gearbox va donar a conèixer un teaser trailer i va anunciar oficialment que Colonial Marines es presentarà en l'E3 de 2011 i que el joc s'espera que sigui llançat en la primavera de 2012. El 26 de gener de 2012, Sega va anunciar que havia decidit retardar el joc una vegada més, empenyent la data de llançament a tardor de 2012. A més, Gearbox Software també va anunciar que llançarà un nou tràiler. El 21 de maig de 2012, Gearbox Software ha anunciat un 12 de febrer de 2013 de llançament d'Aliens:. Colonial Marines en Microsoft Windows, PlayStation 3 i Xbox 360 amb un Wii va anunciar per la versió U "en un moment posterior".
Randy Pitchford CEO de Gearbox, en declaracions exclusives a la Revista Oficial PlayStation va explicar que les demores d'alliberament es va decidir incloure a diversos actors de la pel·lícula d'Aliens de 1986 en el joc. Segons Pitchford, els actors Michael Biehn (Cap Dwayne Hicks), Mark Rolston (Smartgun Operador Marcos Drake) i Al Matthews (Sergent A l'Apone) van reprendre els seus papers, mentre que William Hope (tinent Gorman) i Llanci Henriksen (android "Bishop 341-B") jugarà dos nous personatges (Comandant T. Shannon i l'androide "Bishop", respectivament). Un altre personatge de la pel·lícula d'Aliens anomenat Wierzbowski també apareixerà, però no interpretat per l'actor original.
El 5 d'abril del 2013, Sega va confirmar que la versió per Wii U ja no es trobava en desenvolupament.

## Recepció
El joc va tenir una dura recepció, en el qual es destacava el seu pobre apartat gràfic i la deficient Intel·ligència Artificial dels personatges que acompanyen al jugador, aconseguint una qualificació en Metacritic de 45 en la seva versió de PC, mentre que aconseguia 48 en Xbox 360 i 43 en Playstation 3. Així i tot va aconseguir ocupar el primer lloc dels més venuts de Regne Unit la primera setmana.